# 1식 육상공격기
미쓰비시 G4M는 이전에 미쓰비시 중공업의 일부인 미쓰비시 항공기 회사에서 제조하였으며, 1940년부터 1945년까지 일본 제국 해군이 운용한 쌍발 지상 기반 중형 폭격기이다. 공식 명칭은 미쓰비시 해군 1형 폭격기(一式陸上攻撃機, 一式陸攻, Ichishiki rikujō kōgeki ki, Isshikirikukō)이며 일반적으로 일본 해군 조종사는 동체의 원통형 모양과 명중 후 발화하는 경향으로 인해 하마키(葉巻, "시가", "리프 롤"로 불림)라고 불렀다. 연합군측의 코드명은 "베티"(Betty)였다.

## 제원
- 전장: 19.94m
- 전고: 4.90m
- 전폭: 24.88m
- 익면적: 78.1
- 자체중량: 7,000kg
- 완비중량: 9,500kg
- 최고속도: 528km(순항속도 433km)
- 실속속도: 120km
- 항속거리: 4,000~6,000 km
- 승무원:7명
- 무장:7.7mm 기관총 4정, 20mm 기관포 1정,
- 어뢰 1발 or 2000kg 정도의 폭장 or Mxy-7 오카 로켓 특공기

한계 고도:9,500m

## 개발 배경
G4M의 전신인 Mitsubishi G3M은 1937년 중일전쟁에서 해군 주력 폭격기로 활약하고 있다. 불과 두 달 후 일본 해군은 미쓰비시에 새로운 폭격기 개발요청을 했다. 당시 전례가 없었던 사양은 최고 속도가 시속 398km(247mph), 고도가 3,000미터(9,800피트), 사거리가 4,722km(2,934마일)인 쌍발 지상 기반 공격 폭격기를 요구했다.(폭탄 및 어뢰 없음) 또 3kg(700,2lb) 어뢰 또는 같은 무게의 폭탄을 운반할 때 300,800km(1,800마일)의 범위까지 날아갈 수 있게 요구했다.
G4M은 출시 당시 장거리 및 고속을 위해 설계되었다. 해군의 사양을 충족하기 위해 Kiro Honjo가 이끄는 Mitsubishi 팀은 무게를 줄이고 범위를 확장하기 위해 자체 밀봉 연료 탱크와 장갑 도금을 설치하지 않았다. 결과적으로 G4M과 A6M 제로는 모두 Mitsubishi가 동일한 디자인 기능을 사용하여 기관총과 대공포 사격에 취약하게 만들었다. 결과적으로 연합군 전투기 조종사들의 총격을 받은 후, 날개 연료 탱크의 손상으로 발화하는 경향이 있기 때문에 "플라잉 라이터", "원샷 라이터", "플라잉 지포" 및 "플라잉 시가"와 같은 조롱하는 별명을 부여받았다. 
일본 제국 해군의 조종사는 G4M을 "하마키"( "시가")라고 불렀지만 그 모양 때문이었다. G3M이 중국 국민당 전투기 공격을 막지 못했기 때문에 Honjo는 기수, 동체 상단 및 양쪽에 7.7mm(0.30인치) 기관총를 설치하고 꼬리에 99식 20mm(0.79인치) 기관포를 추가했다.
탄약고, 항구 또는 비행장과 같은 고정된 육상 목표물에 대한 중고도 및 고고도 폭격에 사용되었을 때 요격하기가 훨씬 더 어려웠다. 장거리와 고속을 사용하여 G4M은 어느 방향에서나 나타날 수 있으며 전투기가 요격하기 전에 사라질 수 있다. 꼬리 포탑에 있는 20mm 기관포는 폭격기 양측 날개에 탑재하는 것보다가 훨씬 더 무거운 무장이었기 때문에 연합군 전투기의 후방에서의 공중 공격은 매우 위험했다. 때로는 지상에서 대공포를 맞거나 적 전투기의 기관총탄에 날개가 맞아 불이 붙지 않으면, G4M도 심하게 손상 되었음에도 불구하고 공중에 남아있을 수 있음이 입증되었다.
전쟁이 계속됨에 따라 개선된 폭격기 설계는 실현되지 않았고 Mitsubishi는 다양한 엔진 및 무기 변형을 포함하여 설계의 약점을 제거할 뿐만 아니라 다양한 새로운 임무를 수행하기 위해 추가 버전을 만들기 시작했다. G4M2 재설계는 무기 발사에 대한 G4M의 취약성을 수정하지 못했다.

### 첫 비행
최초의 G4M 프로토 타입은 1939년 9월 미쓰비시의 나고야 공장을 떠나 북쪽으로 30km (5 마일) 떨어진 카가 미가하라 비행장으로 분해되어 23마리의 황소가 끄는 소달구지에 적재되었다. 1939년 10월 23일, 조종사 시마 가쓰조(Katsuzo Shima)가 G4M 프로토타입을 시험비행했다. 성공적인 테스트에도 불구하고 해군은 다른 폭격기의 중호위 전투기로 사용될 수 있기를 희망하여 더 중무장한 G4M5 변형을 위해 폭격기를 보류했다. 이러한 기대를 저버리고 G4M은 본격 생산에 들어갔다.

### 제작
- G4M22형: 약 1,300기 생산(G4M22갑,을 G4M24갑,을)
- G4M3형: 약 400기 생산(G4M3, G4M34형갑, G4M36, G4M3C)
- 기타등등

총 생산대수 2,435대.

## 실전

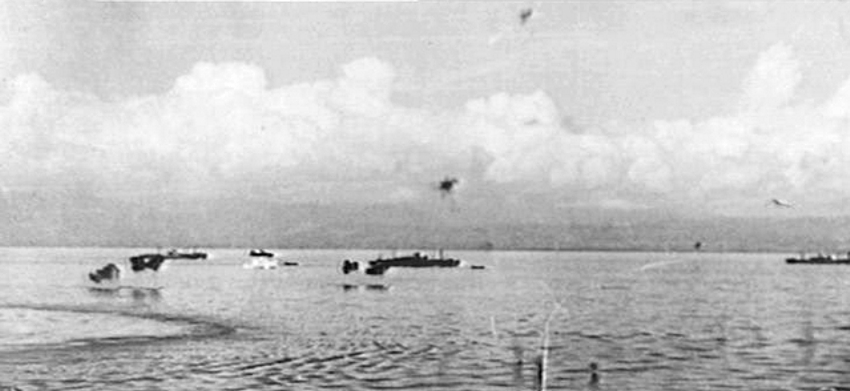
어뢰 공격을 하는 1식 육공

G4M은 독일 헤인켈 He 111 및 미국 B-25과 같은 다른 현대 쌍발 엔진 폭격기와 성능 및 임무가 유사했다. 이들은 모두 대함 역할에 일반적으로 사용되었다. G4M 모델 11은 1941년부터 1944년 초까지 연합군 선박에 대한 공격에서 두각을 나타냈지만, 그 이후에는 연합군 전투기의 점점 더 쉬운 먹이가 되었다.
G4M은 1940년 10월 27일 G4M 5대와 Ki-15 복좌 정찰기로 구성된 혼성부대가 타이베이, 오무라, 제주도에서 출발하여 중국 본토의 한커우를 폭격했다. 폭격기와 정찰기는 IJN 중위 신도 사부로(Saburo Shindo)가 이끄는 6연대 고쿠타이(Kōkūtai)의 A6M 제로 13대의 호위를 받았다. 비슷한 폭격은 1941년 5월에 발생했다. 1941년 12월 진주만 공습이후, 타이완에 주둔중인 일본 제국 해군 소속 G4M 107대는 필리핀을 폭격하기 위해 루손 해협을 건넜다. 이것이 남서태평양 전역에서 일본 침략의 시작이었다.
전투 첫해에 G4M은 성공적이었다. 그들은 1941년 12월 8일 필리핀 클락에 있는 미 육군항공대 기지를 폭격했다. G4M이 뇌격기로 가장 눈에 띄게 사용된 것은 1941년 12월 10일 말레이 해전에서 영국 해군 Z기동부대 소속 전함 HMS 프린스 오브 웨일스함와 순양함 리펄스를 격침시킨 것이다. G3M(연합군 코드명"Nell")폭격기와 함께 공격하여 높은 수준의 폭격을 가했다. 프린스 오브 웨일즈(Prince of Wales)와 리펄스(Repulse)는 공해상에서 전쟁 중 공습으로 독점적으로 침몰한 최초의 2척의 주력함이었다. 
G4M은 1942년 8월 과달카날 전투에서 10개월 동안 연합군 선박과 지상 목표물에 대해 많은 공격을 가했다. 1942년 8월부터 1943년 2월까지 과달카날 상공과 그 근처에서 벌어진 많은 전투에서 100대 이상의 G4M과 조종사 및 승무원을 잃었다. 1943년 4월 18일 일본 연합함대 사령장관 야마모토 이소로쿠이 해당 폭격기에 탑승해서 솔로몬 제도일대 시찰과정에 부건빌 인근 상공에서 미 육군항공대 소속 P-38 전투기에 격추된 복수 작전으로도 알려졌다.
과달카날 전투 패한 뒤에 1944년 마리아나 해전이후, 대만 항공전에서 정예 일본해군의 파일럿들이 용감히 출격하였고, 오키나와와 이오지마 공습을 하던 미 해군 기동부대를 습격했다. 그러나 연합군의 방어막을 뚫지 못하고, 항모 프랭클린에게 가벼운 손상을 입혔다. 그 이후 카미카제 공격에 투입되거나, 유인 자살폭탄으로 유명한 MXY-7 오카를 견인해주기 위해 투입했다.

## 같이 보기
- 하인켈 He 111
- 노스 아메리칸 B-25 미첼